# 厄瓦
伊瓦，是烏古斯氏族，屬烏古斯可汗幼子鼎吉斯汗的旗下的分支。
在13世紀時，一部分伊瓦人由蘇萊曼沙阿率領下由中亞遷往伊朗西部和兩河地區，他也曾在旭烈兀進攻巴格達時率軍抵抗。
這部分人後來在小亞細亞東部和高加索南部成立了黑羊王朝(由1374年生存至1468年)。
今天多數伊瓦人已融入土庫曼人、土耳其人和阿塞拜疆人。